# Oscar Vega Argüelles
Oscar Vega Argüelles (Ciudad de México 1912 - 3 de mayo de 2010) fue un ingeniero civil mexicano, constructor de más de 50 presas en México, egresado de la Universidad Nacional Autónoma de México, catedrático de la carrera de ingeniería civil en la misma universidad, miembro honorario del American Society of Civil Engineers y delegado representante de México en la Federación Latinoamericana de Asociaciones de Consultores (FELAC), en Brasil, Bogotá, Caracas y Aruba.

## Presas y obras más importantes en México

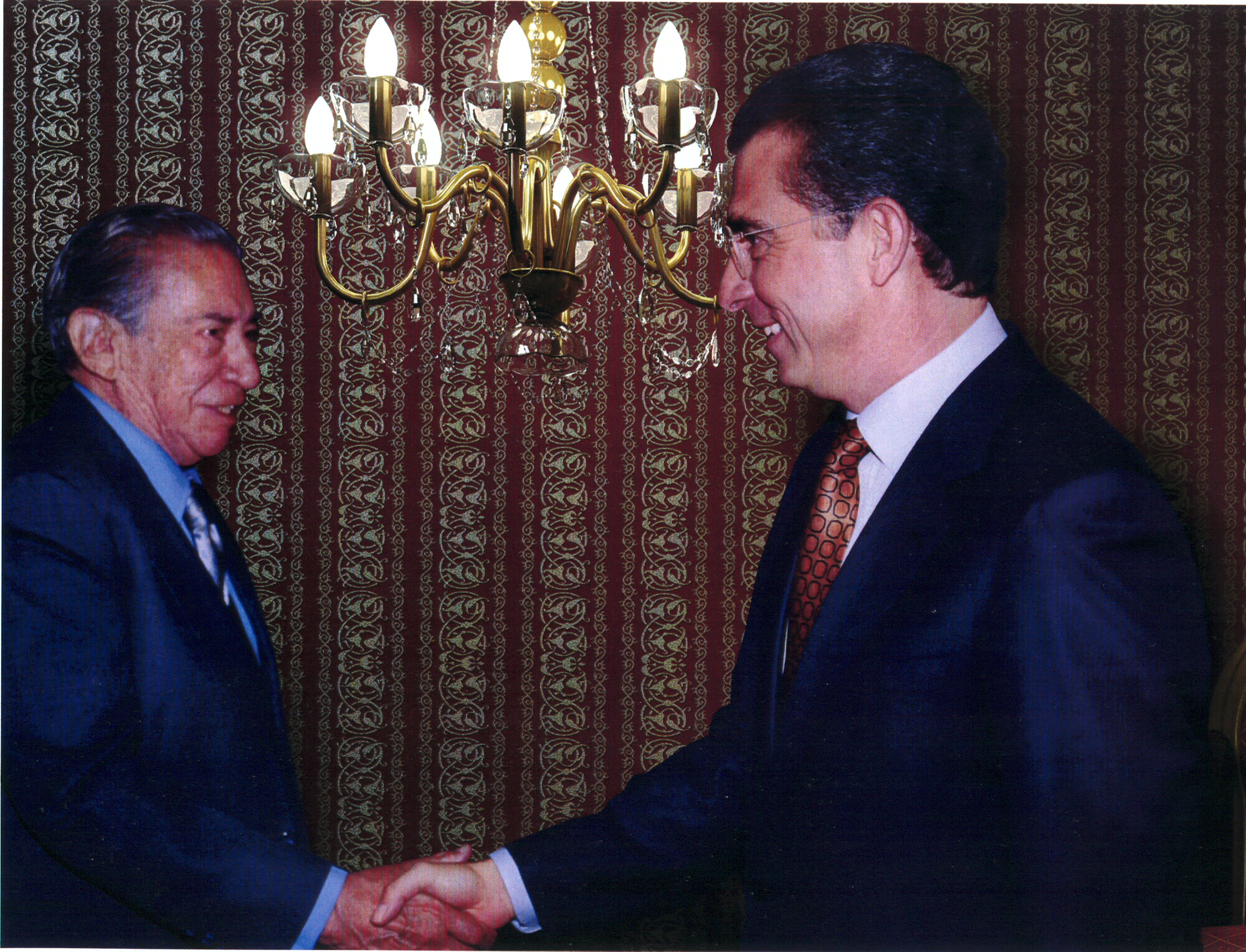
En la residencia oficial de Los Pinos, por el ejercicio de la consultoría en el extranjero, con el expresidente Ernesto Zedillo Ponce de León ofrece al señor Ingeniero Oscar Vega Argüelles una felicitación reconocimiento por su labor, 1998

En cooperación con la Comisión Federal de Electricidad (CFE)
- Aguamilpa, Nayarit Proyecto Hidroeléctrico de 2 túneles y conducción de agua, presa de almacenamiento
- Zimapán - Hidalgo Proyecto Hidroeléctrico e Instalaciones. Presa de Arco

En la Comisión nacional de Irrigación como Ingeniero Proyectista y posteriormente como Director General de Proyectos.	
- Marte R. Gómez (El Azúcar), Tamaulipas
- La Angostura, Sonora
- Lázaro Cárdenas (El Palmito), Durango
- Solís, Guanajuato
- Santa Rosa, Michoacán
- Manuel Ávila Camacho (Valsequillo), Puebla
- El Rodeo, Guanajuato
- Sanalona, Sinaloa
- Francisco I. Madero (Las Vírgenes), Chihuahua
- El Cuarenta, Jalisco
- Abelardo L. Rodríguez, Sonora
- Leobardo Reynoso, Zacatecas
- Parral, Chihuahua
- Endhó, Hidalgo
- La Soledad, Guanajuato
- Peña del Águila, Durango
- El Palote, Guanajuato
- La Vega, Jalisco

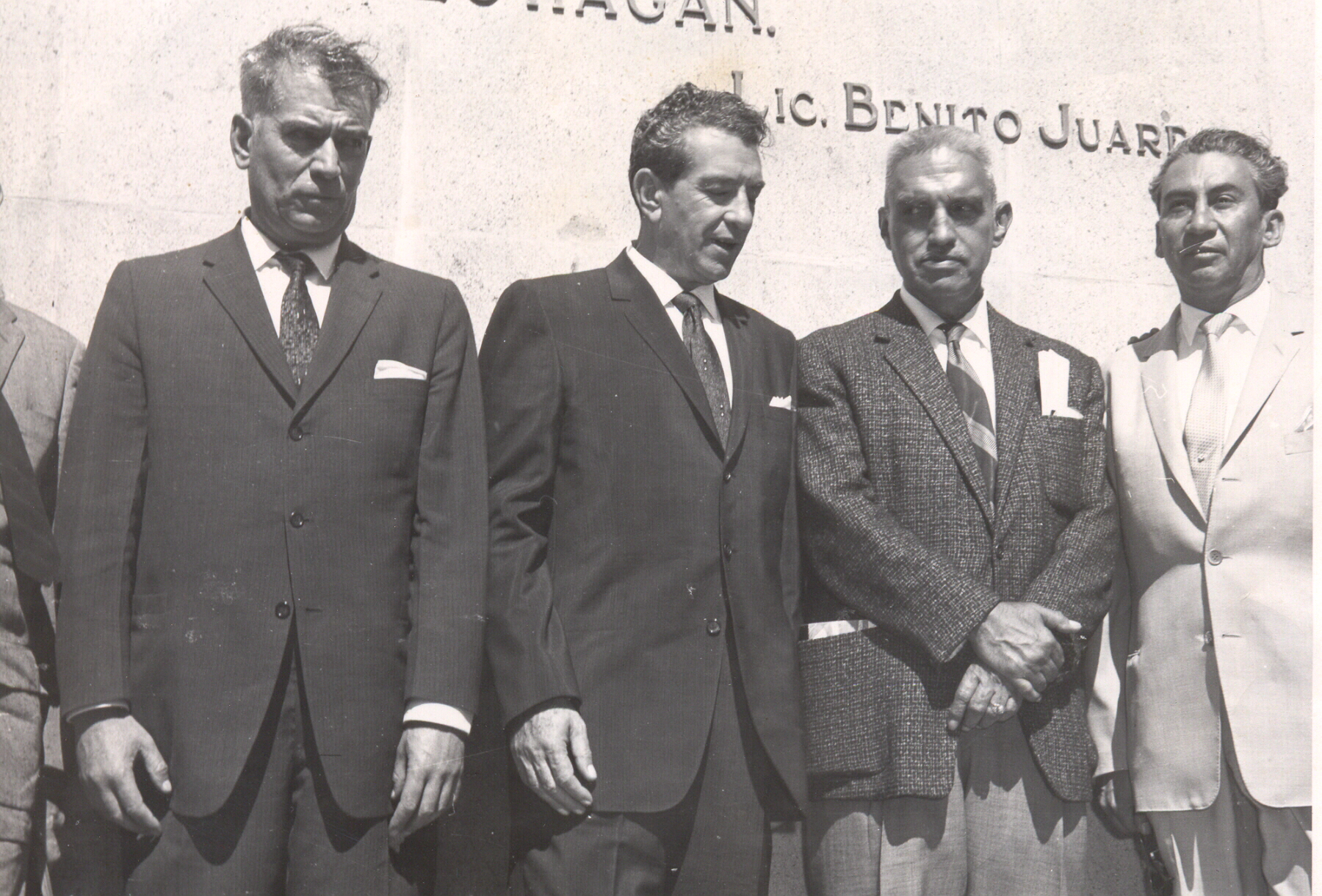
Inaugurando la presa Benito Juárez, proyecto del señor Ingeniero Oscar Vega Argüelles, el señor Presidente de la República Mexicana Adolfo López Mateos.Adolfo López Mateos, 1963

En la Secretaría de Recursos Hidráulicos como Director General de Estudios y Proyectos
- Álvaro Obregón (Oviachic), Sonora
- Ruiz Cortínes (Mocúzari), Sonora
- Miguel Hidalgo (Mahone), Sinaloa
- Benito Juárez, Oaxaca
- Presidente Alemán (Temascal), Veracruz
- Santa Teresa, Sonora
- Anzaldúas, Tamaulipas
- El Chique, Zacatecas
- La Gavia, Estado de México
- Morelos, Baja California

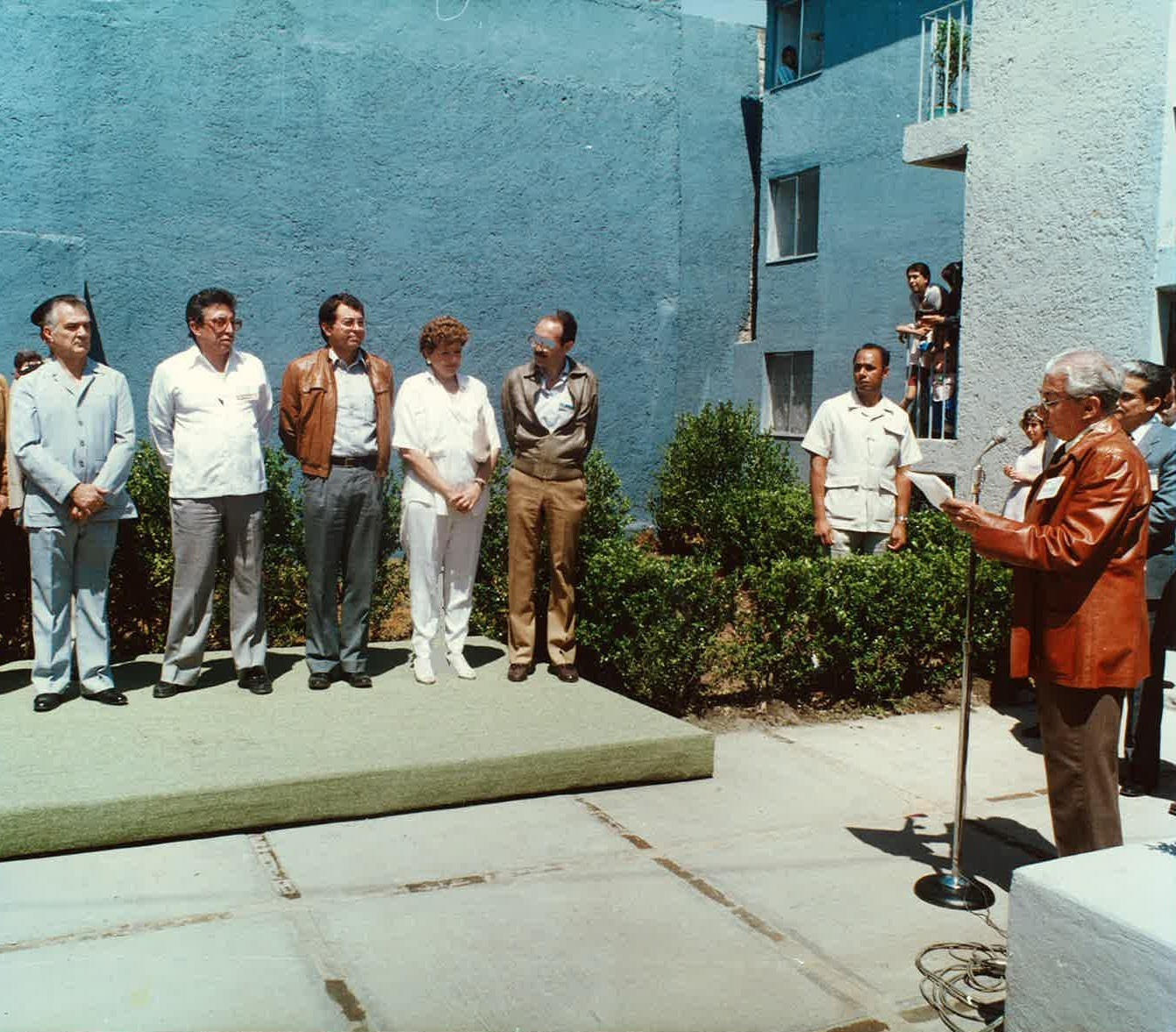
Entrega de viviendas al señor Presidente Miguel de la Madrid, por el señor Ingeniero Oscar Vega Argüelles, después del sismo de 1985 – INFONAVIT Miguel de la Madrid Hurtado, 1987

Como Asesor Técnico de la CILA (Comisión Internacional de Límites y Aguas)
- Falcón, Río Bravo
- Anzaldúas, Río Bravo
- La Amistad, Río Bravo
- Morelos, Río Colorado

Bajo el título de consultor del Banco Mundial:
- Aguamilpa, Nayarit Proyecto Hidroeléctrico de 2 túneles y conducción de agua, presa de almacenamiento.
- Zimapan - Hidalgo Proyecto Hidroeléctrico e Instalaciones. Presa de Arco.

Presas en el extranjero fungiendo como consultor independiente:
- Chocón, Argentina
- Derivadora Zulia, Colombia

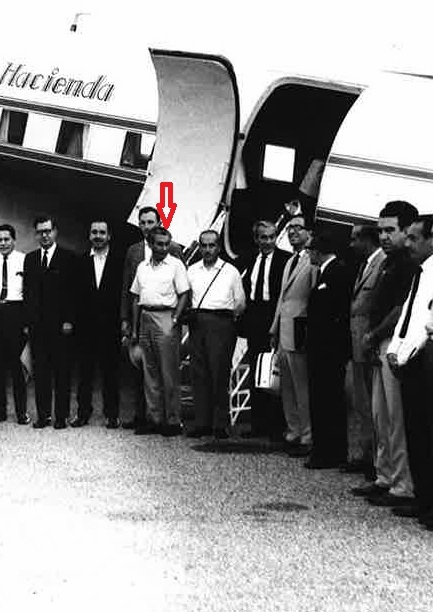
Oscar Vega Argüelles se desempeñaba como director general de Estudios y Proyectos en la Secretaría de Recursos Hidráulicos, recibe al señor Presidente de Colombia Virgilio Barco y a sus ministros Enrique Peñalosa y Jaramillo en el aeropuerto de la Ciudad de México para discutir sobre algunos trabajos. Virgilio Barco Vargas, 1958

Como Director General de CIEPS (Proyectos y Supervisión)
- Arroyo Grande, Colombia
- Valesia, República Dominicana
- Madrigal, República Dominicana (Proyecto Ejecutivo)

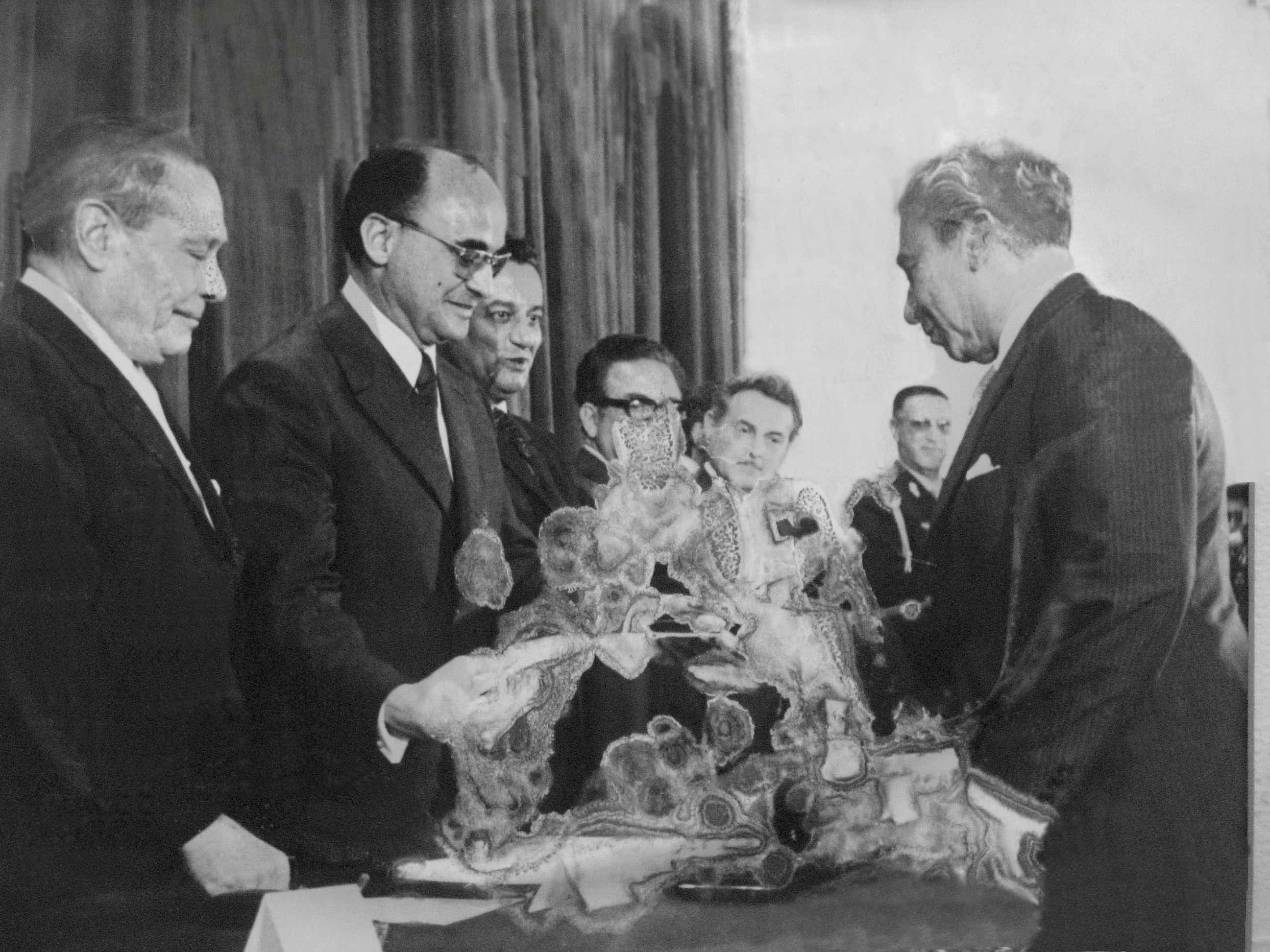
Ceremonia realizada en el Colegio de Ingenieros Civiles de México, Luis Echeverría Álvarez, presidente de la República de ese entonces le entrega este reconocimiento al señor Ingeniero Oscar Vega Argüelles como ex-residente de esta Institución, 1973

## Premios y nombramientos
- 1947-1959 - Director general de Estudios y Proyectos en la Secretaría de Recursos Hidráulicos.

- 1954-1955 - Presidente del Colegio de Ingenieros Civiles de México (CICM)

- 1947-1959' - Asesor Técnico de la Comisión de Límites y Aguas entre Estados Unidos y México.

- 1960-1972 - Consultor del Banco Financiero Agrario en Colombia

- 1966-1967 - Fundador y Presidente de la Junta de honor de la Asociación Mexicana de Hidráulica.

- 1970- Delegado de la Unión Panamericana de Asociaciones de Ingenieros (UPADI).

- 1971- Nombrado consejero de Tecniméxico

- 1978- Fundador y Presidente de la Federación Latinoamericana de Asociaciones de Consultoría, ahora FELAC.

- 1981- Académico de la Academia Mexicana de Ingeniería.

- 1984- Diploma de reconocimiento a sus actividades en el ámbito de Ingeniería durante toda su vida profesional. En la Asamblea de representantes de 50 generaciones de Ingenieros de la UNAM.

- 1985- Cofundador de la Academia de música del Palacio de Minería.

- 1986- Miembro honorario del American Society of Civil Engineers, en reconocimiento a su desempeño diseñando algunas de las más importantes presas con sistema de irrigación en México.

- 1987- Premio Nacional de Ingeniería Civil, el primero otorgado en México.

- 1988 -Presidente del Consejo Consultivo de la Cámara Nacional de Consultoría y del Instituto de Capacitación y Desarrollo Tecnológico.

- 1997- Premio Nacional Raúl Sandoval Landázuri por su excepcional práctica de la Ingeniería Civil.

- 1951-2010 - Representante de México en los congresos internacionales de grandes presas (ICOLD-CIBG) , realizados en Nueva Delhi, Nueva York, Roma, Estambul, Río de Janeiro, etc.